# Nycteris tragata
Nycteris tragata је сисар из реда слепих мишева и породице Nycteridae.

## Распрострањење
Врста је присутна у Брунеју, Индонезији, Малезији, Мјанмару, Сингапуру и Тајланду.

## Станиште
Врста Nycteris tragata има станиште на копну.

## Угроженост
Ова врста је на нижем степену опасности од изумирања, и сматра се скоро угроженим таксоном.

### Популациони тренд
Популација ове врсте се смањује, судећи по расположивим подацима.